# Mystères glorieux
 (septembre 2023).
Si vous disposez d'ouvrages ou d'articles de référence ou si vous connaissez des sites web de qualité traitant du thème abordé ici, merci de compléter l'article en donnant les références utiles à sa vérifiabilité et en les liant à la section « Notes et références ».
Les mystères glorieux constituent la dernière des quatre séries de cinq mystères médités dans la prière catholique du Rosaire. Après les mystères joyeux de l'annonce et de l'enfance, les mystères lumineux de la vie publique du Christ, les mystères douloureux de la passion, ces « mystères glorieux » mettent en relation la terre et le ciel, depuis la Résurrection du Christ jusqu'au Couronnement de Marie au Ciel.
Depuis l'institution des mystères lumineux par Jean-Paul II, on récite et médite habituellement les mystères glorieux le mercredi et le dimanche.
(en latin, désignations d'après le Compendium du catéchisme de l'Église catholique - mysteria gloriosa)

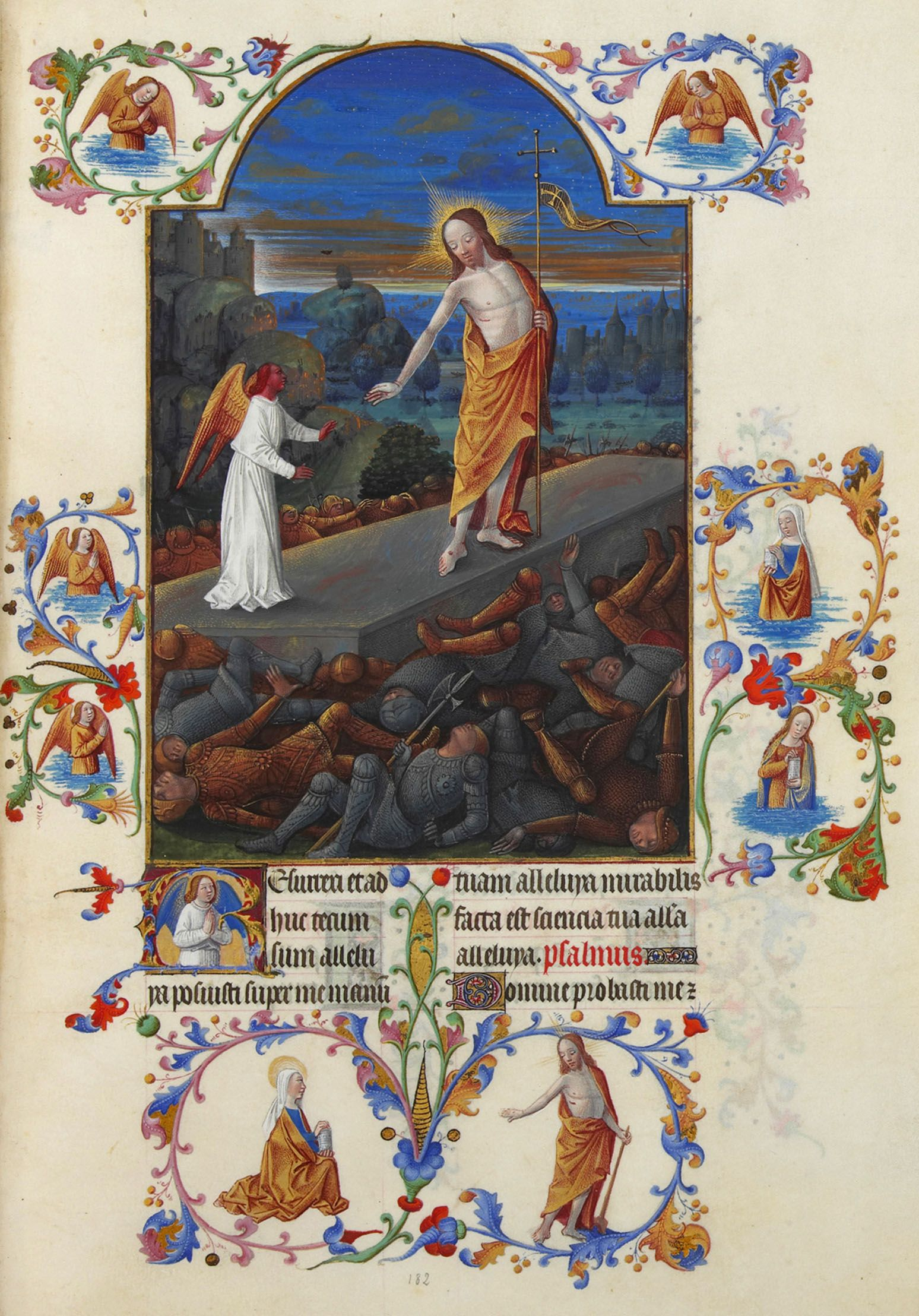
La Résurrection du Christ, Les Très Riches Heures du duc de Berry, musée Condé, Chantilly, ms.65, f.182v, Jean Colombe, vers 1485-1486.

## La Résurrection
La Résurrection du Christ, au troisième jour après son ensevelissement (Resurrectio)
Nous vous offrons, Seigneur Jésus, cette dizaine, en l'honneur de votre Résurrection, et nous vous demandons, par ce mystère et par l'intercession de votre Très Sainte Mère, la grâce de la Foi.

« Le premier jour de la semaine, de grand matin, les femmes se rendirent au sépulcre, portant des aromates qu’elles avaient préparés. Elles trouvèrent la pierre roulée sur le côté du tombeau. Elles entrèrent, mais ne trouvèrent pas le corps du Seigneur Jésus. Elles ne savaient que penser, lorsque deux hommes se présentèrent à elles, avec un vêtement éblouissant. Saisies de crainte, elles baissaient le visage vers le sol. Ils leur dirent: « Pourquoi cherchez-vous le Vivant parmi les morts? Il n’est pas ici, il est ressuscité » »

— Lc 24, 1-6
Je vous salue, Marie pleine de grâces ; le Seigneur est avec vous. Vous êtes bénie entre toutes les femmes, et Jésus, vainqueur de la mort, le fruit de vos entrailles, est béni. Sainte Marie, Mère de Dieu, priez pour nous pauvres pécheurs, maintenant et à l'heure de notre mort. Amen.

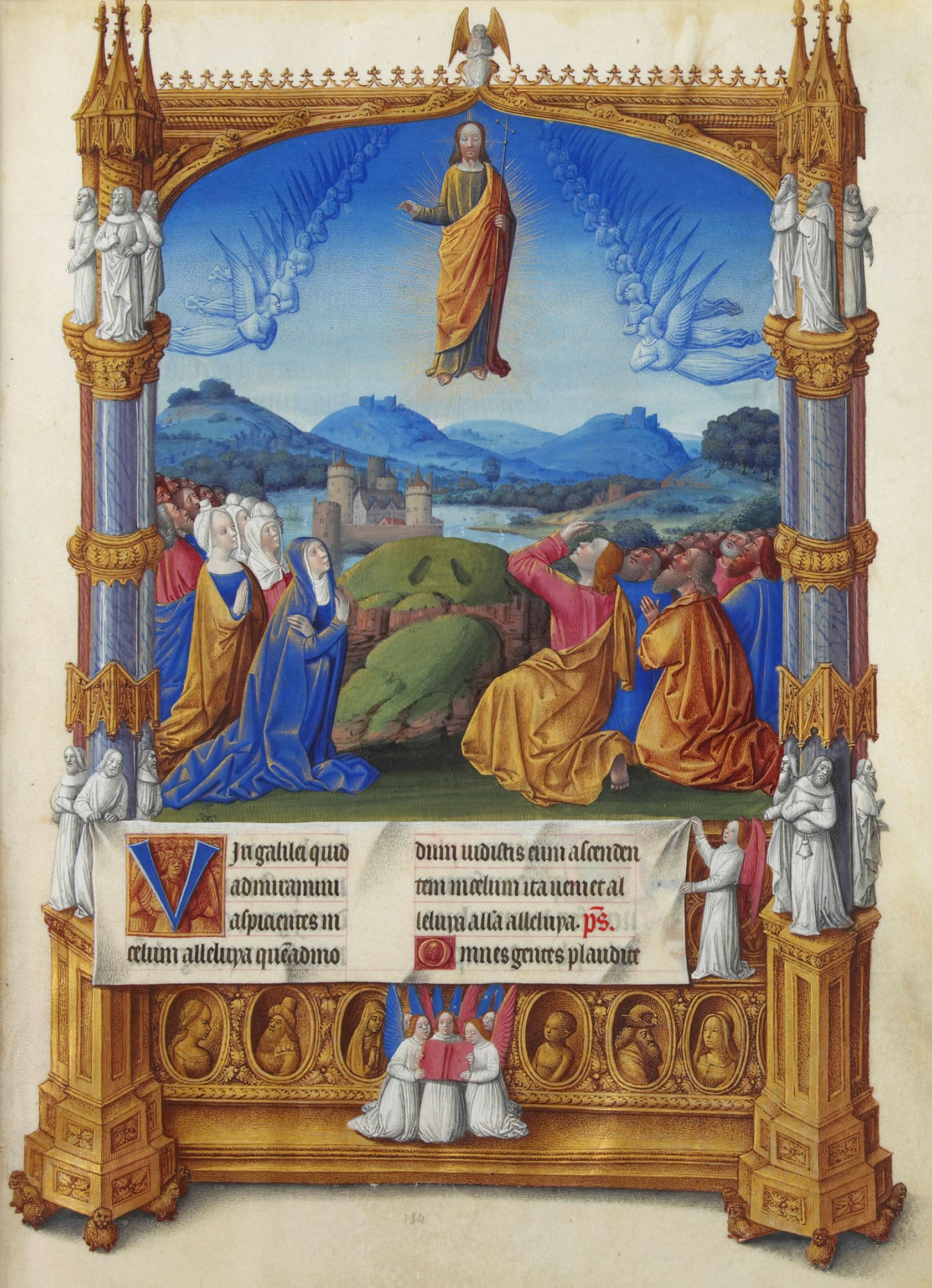
L'Ascension, Les Très Riches Heures du duc de Berry, musée Condé, Chantilly, ms.65, f.184r, Jean Colombe, vers 1485-1486.

- Images de la Résurrection

## L'Ascension
L'Ascension du Christ au Ciel, quarante jours plus tard (Ascensio)
Nous vous offrons, Seigneur Jésus, cette dizaine, en l'honneur de votre Ascension, et nous vous demandons, par ce mystère et par l'intercession de votre Très Sainte Mère, la grâce d'espérer et de désirer le Ciel

« Le Seigneur Jésus, après leur avoir parlé, fut enlevé au ciel et s’assit à la droite de Dieu. »

— Mc 16, 19
Je vous salue, Marie pleine de grâces ; le Seigneur est avec vous. Vous êtes bénie entre toutes les femmes, et Jésus, parti nous préparer une place, le fruit de vos entrailles, est béni. Sainte Marie, Mère de Dieu, priez pour nous pauvres pécheurs, maintenant et à l'heure de notre mort. Amen.

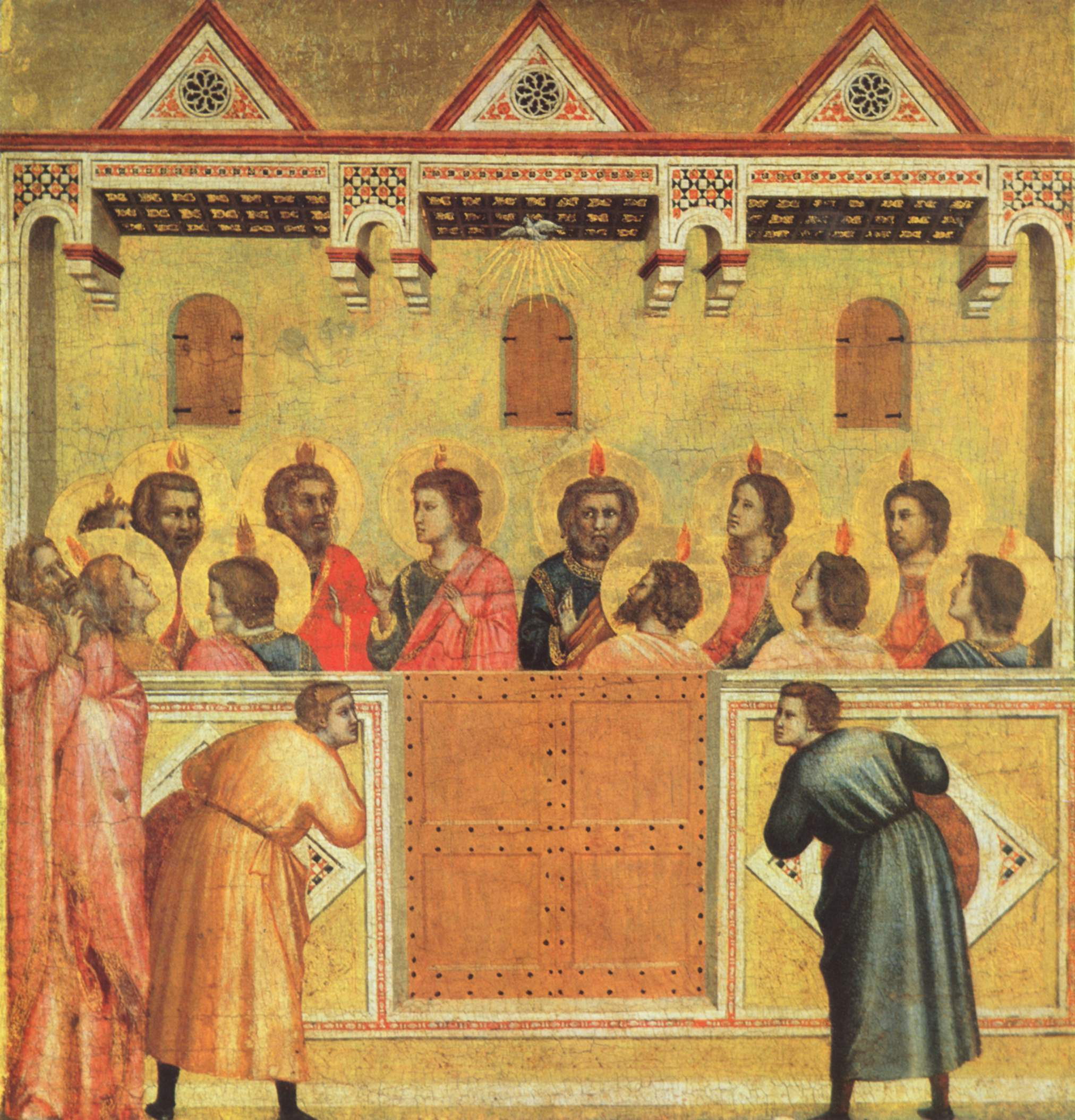
La Pentecôte, Giotto di Bondone, vers 1300.

- Images de l'Ascension

## La Pentecôte
La descente de l'Esprit Saint à la Pentecôte (Descensus Spiritus Sancti)
Nous vous offrons, Seigneur Jésus, cette dizaine, en l'honneur de la descente du Saint-Esprit au Cénacle, et nous vous demandons, par ce mystère et par l'intercession de votre Très Sainte Mère, la grâce de la charité et des dons du Saint Esprit.

« Quand arriva le jour de la Pentecôte, ils se trouvaient réunis tous ensemble. Soudain, il vint du ciel un bruit pareil à celui d’un violent coup de vent: toute la maison où ils se tenaient en fut remplie. Ils virent apparaître comme une sorte de feu qui se partageait en langues et qui se posa sur chacun d’eux. Alors ils furent tous remplis de l’Esprit Saint: ils se mirent à parler en d’autres langues, et chacun s’exprimait selon le don de l’Esprit. »

— Ac 2, 1-4
Je vous salue, Marie pleine de grâces ; le Seigneur est avec vous. Vous êtes bénie entre toutes les femmes, et Jésus, en nous envoyant les dons de l’Esprit-Saint, le fruit de vos entrailles, est béni. Sainte Marie, Mère de Dieu, priez pour nous pauvres pécheurs, maintenant et à l'heure de notre mort. Amen.

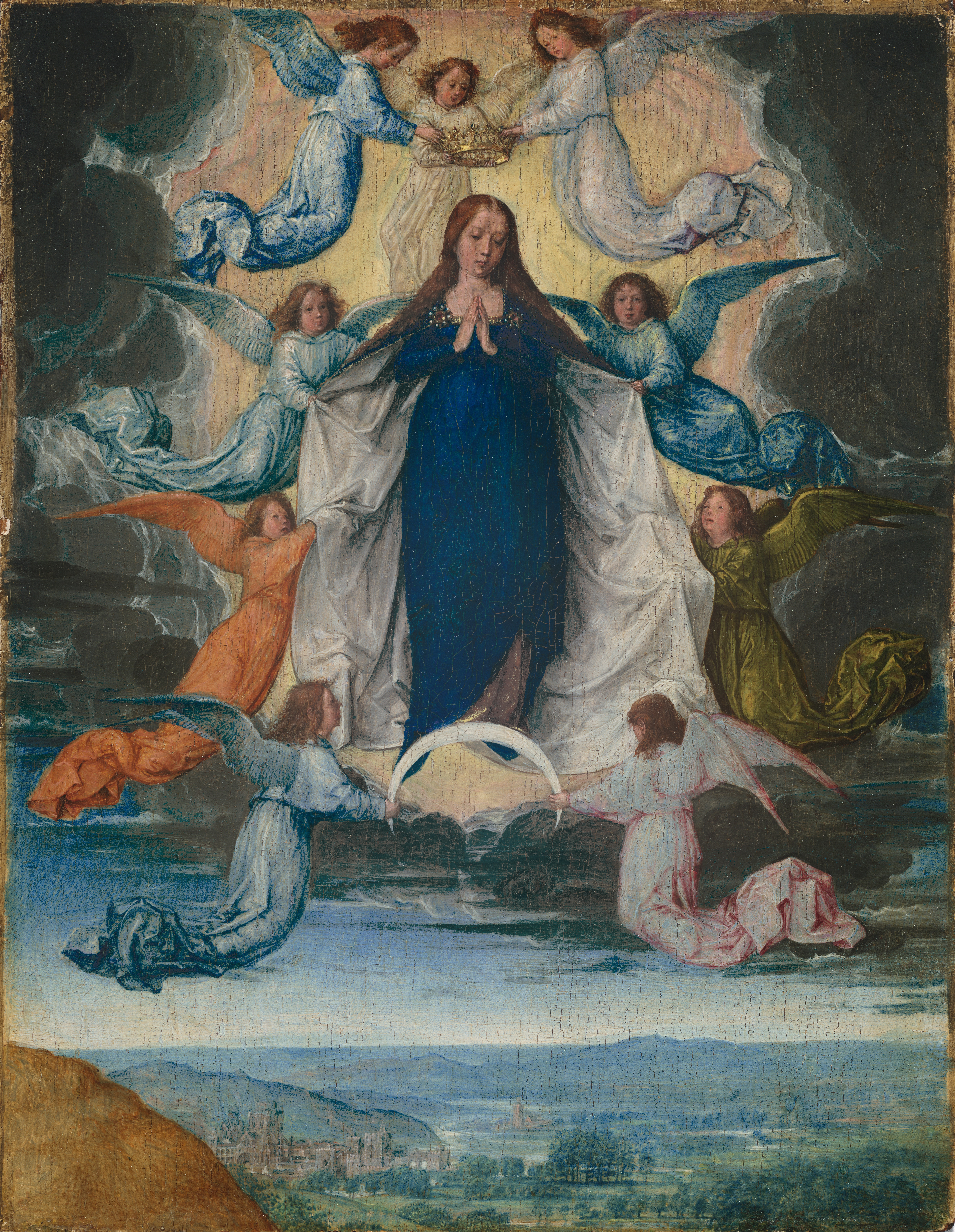
L'Assomption de la Vierge, Michel Sittow, vers 1500.

- Images de la Pentecôte

## L'Assomption de la Vierge
L'Assomption de la Vierge Marie, corps et âme, au Ciel (Assumptio)
Nous vous offrons, Seigneur Jésus, cette dizaine, en l'honneur de l'Assomption de la Vierge Marie, et nous vous demandons, par ce mystère et par l'intercession de votre Très Sainte Mère, la grâce de la dévotion à Marie et la grâce d'une bonne mort.

« Désormais tous les âges me diront bienheureuse. Le Puissant fit pour moi des merveilles. »

— Lc 1, 48-49
Je vous salue, Marie pleine de grâces ; le Seigneur est avec vous. Vous êtes bénie entre toutes les femmes, et Jésus, vous recevant, corps et âme, le fruit de vos entrailles, est béni. Sainte Marie, Mère de Dieu, priez pour nous pauvres pécheurs, maintenant et à l'heure de notre mort. Amen.

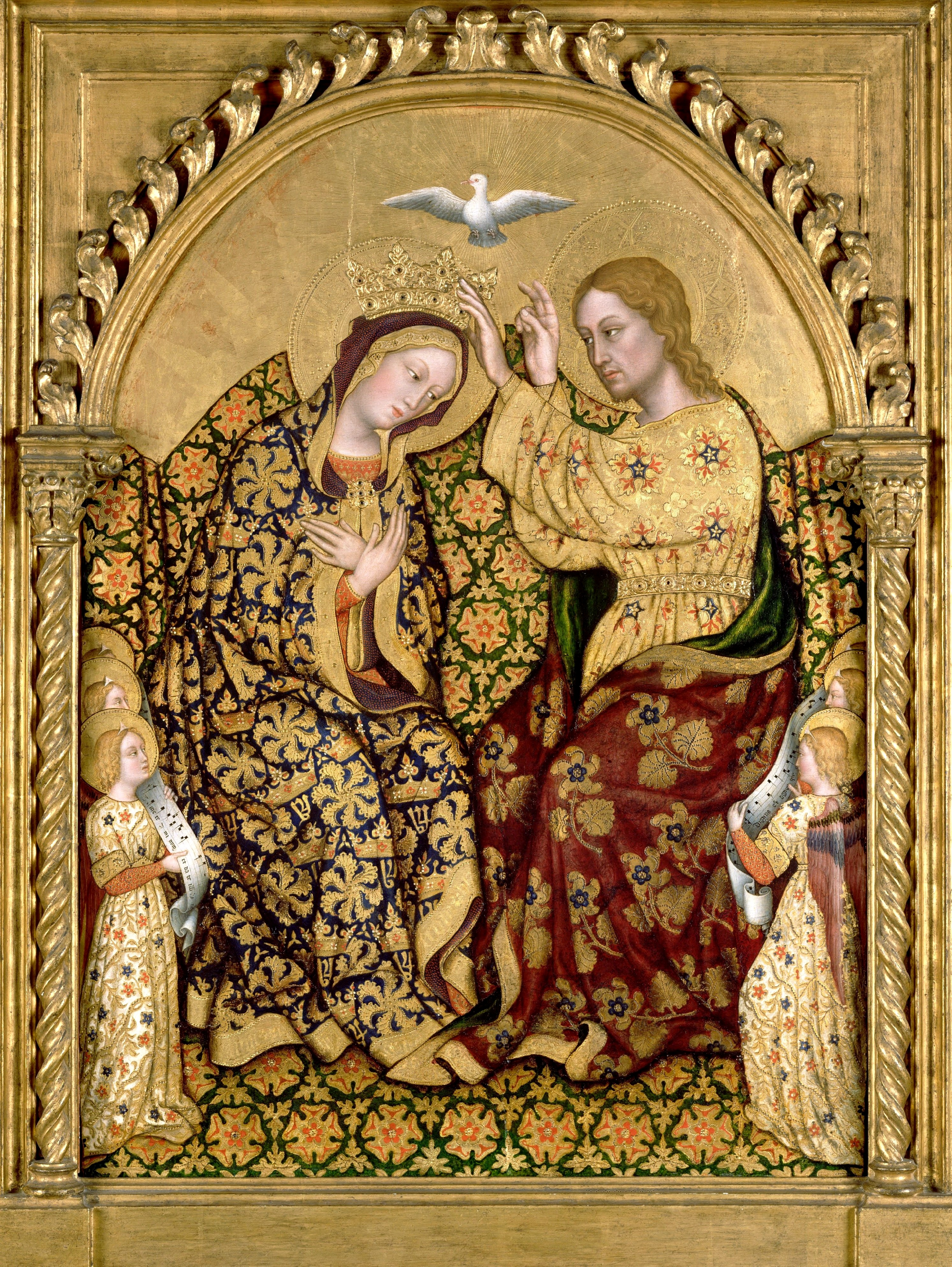
Le Couronnement de la Vierge, Gentile da Fabriano, vers 1422-1425.

- Images de l'Assomption

## Le Couronnement de la Vierge
Le Couronnement céleste de la Vierge Marie, Reine du Ciel (Coronatio in Caelo). Dans le calendrier grégorien, il est fêté le 22 août, huit jours après la fête de l'Assomption.
Nous vous offrons, Seigneur Jésus, cette dizaine, en l'honneur du Couronnement de la Vierge Marie, et nous vous demandons, par ce mystère et par l'intercession de votre Très Sainte Mère, la grâce du triomphe du Cœur Immaculé de Marie.

« Un signe grandiose apparut dans le ciel: une Femme, ayant le soleil pour manteau, la lune sous les pieds, et sur la tête une couronne de douze étoiles. »

— Ap 12, 1
Je vous salue, Marie pleine de grâces ; le Seigneur est avec vous. Vous êtes bénie entre toutes les femmes, et Jésus, vous établissant Reine de l’Univers, le fruit de vos entrailles, est béni. Sainte Marie, Mère de Dieu, priez pour nous pauvres pécheurs, maintenant et à l'heure de notre mort. Amen.

## Galerie

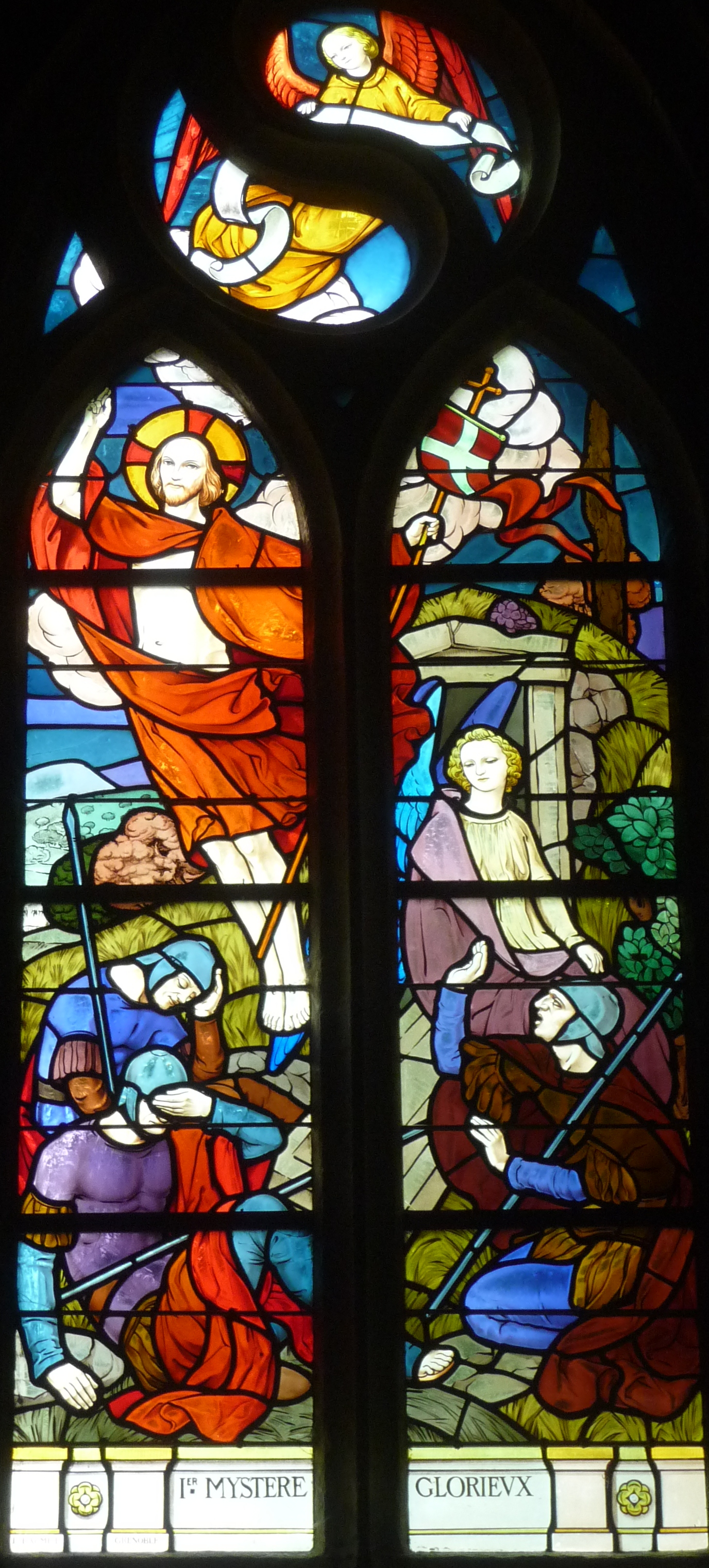
Chapelle Notre-Dame de Lambader : vitrail, les mystères du Rosaire, le 1er mystère glorieux (la Résurrection).
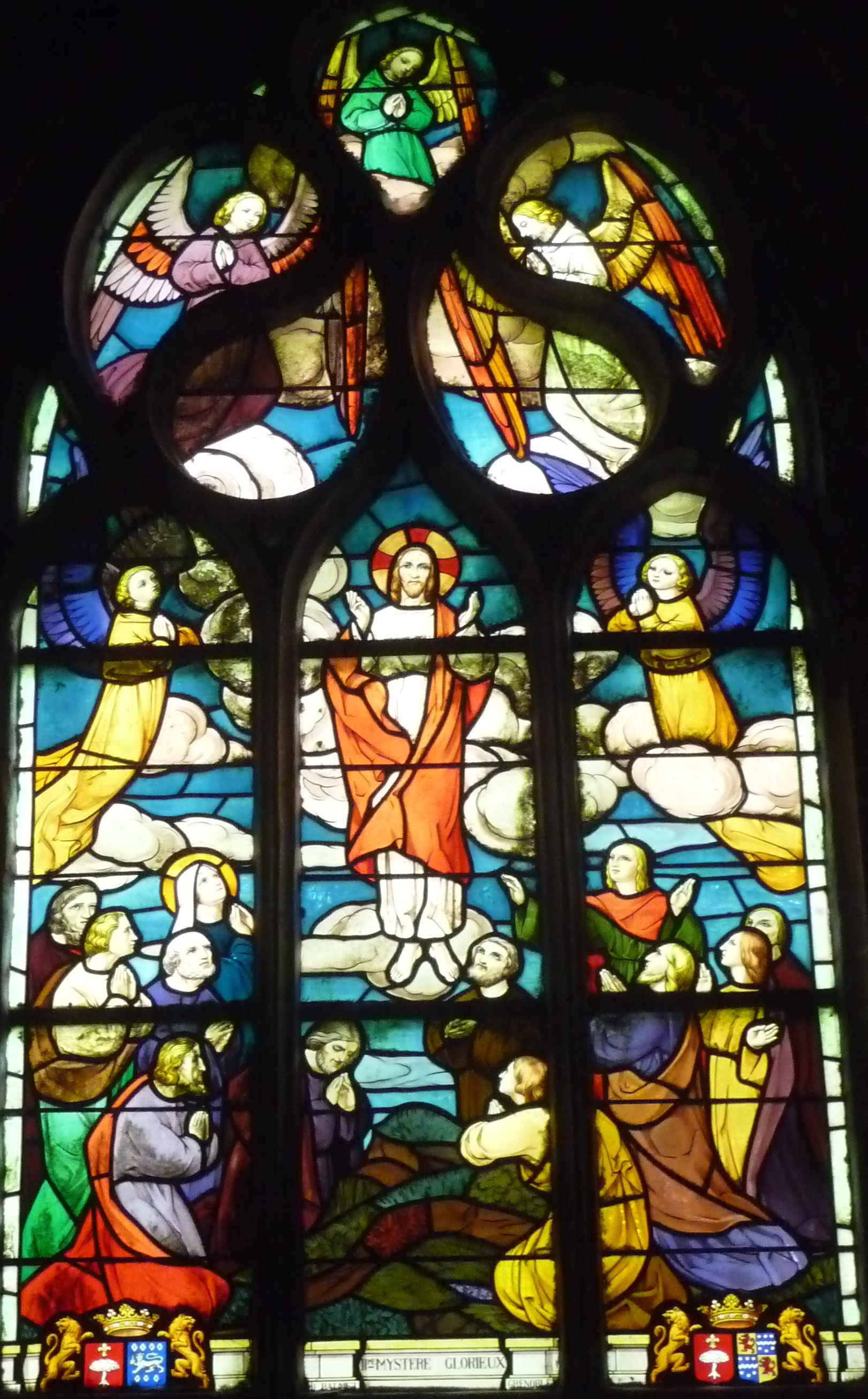
Chapelle Notre-Dame de Lambader : vitrail, les mystères du Rosaire, le 2e mystère glorieux (l'Ascension).
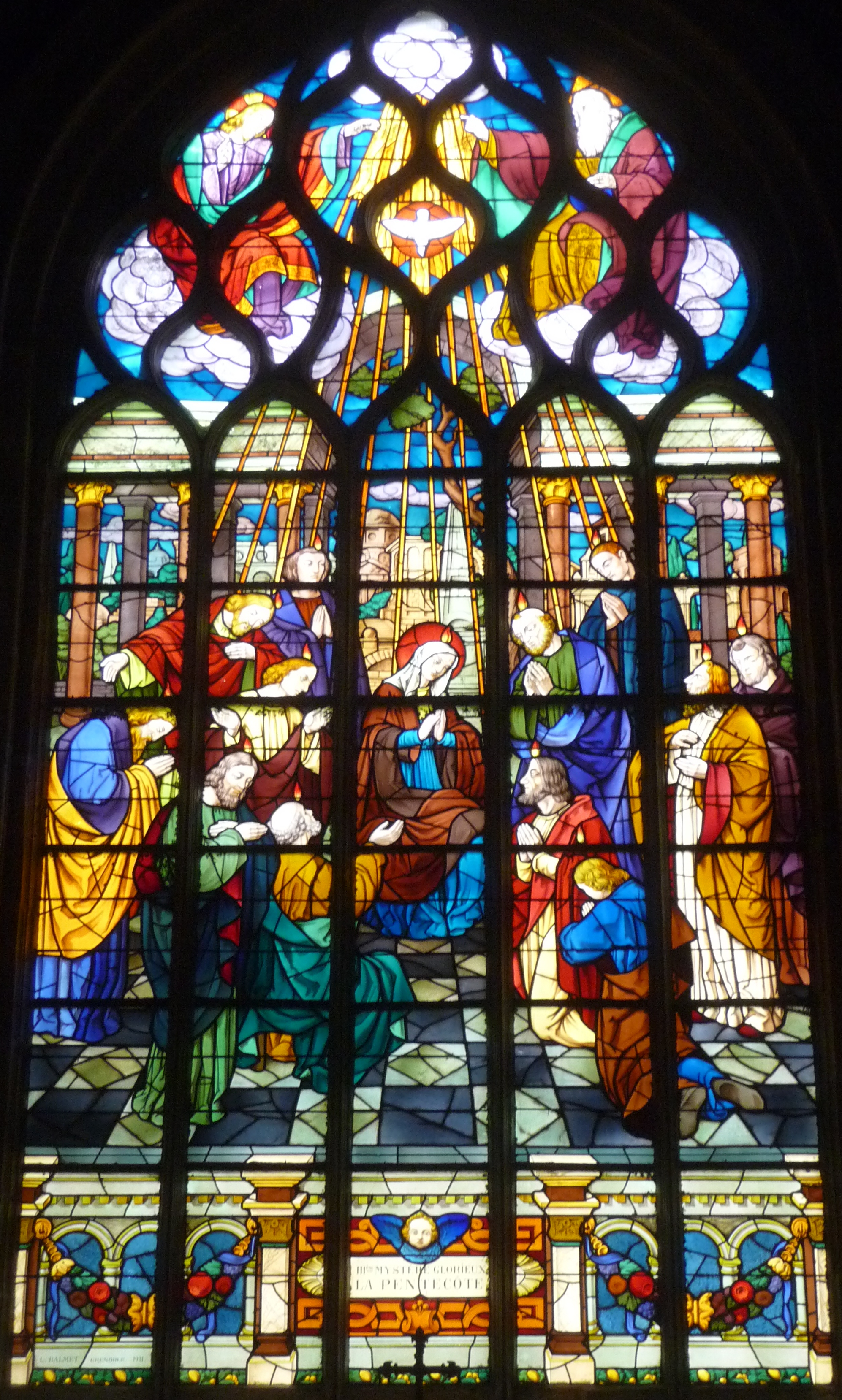
Chapelle Notre-Dame de Lambader : vitrail, les mystères du Rosaire, le 3e mystère glorieux (la Pentecôte).
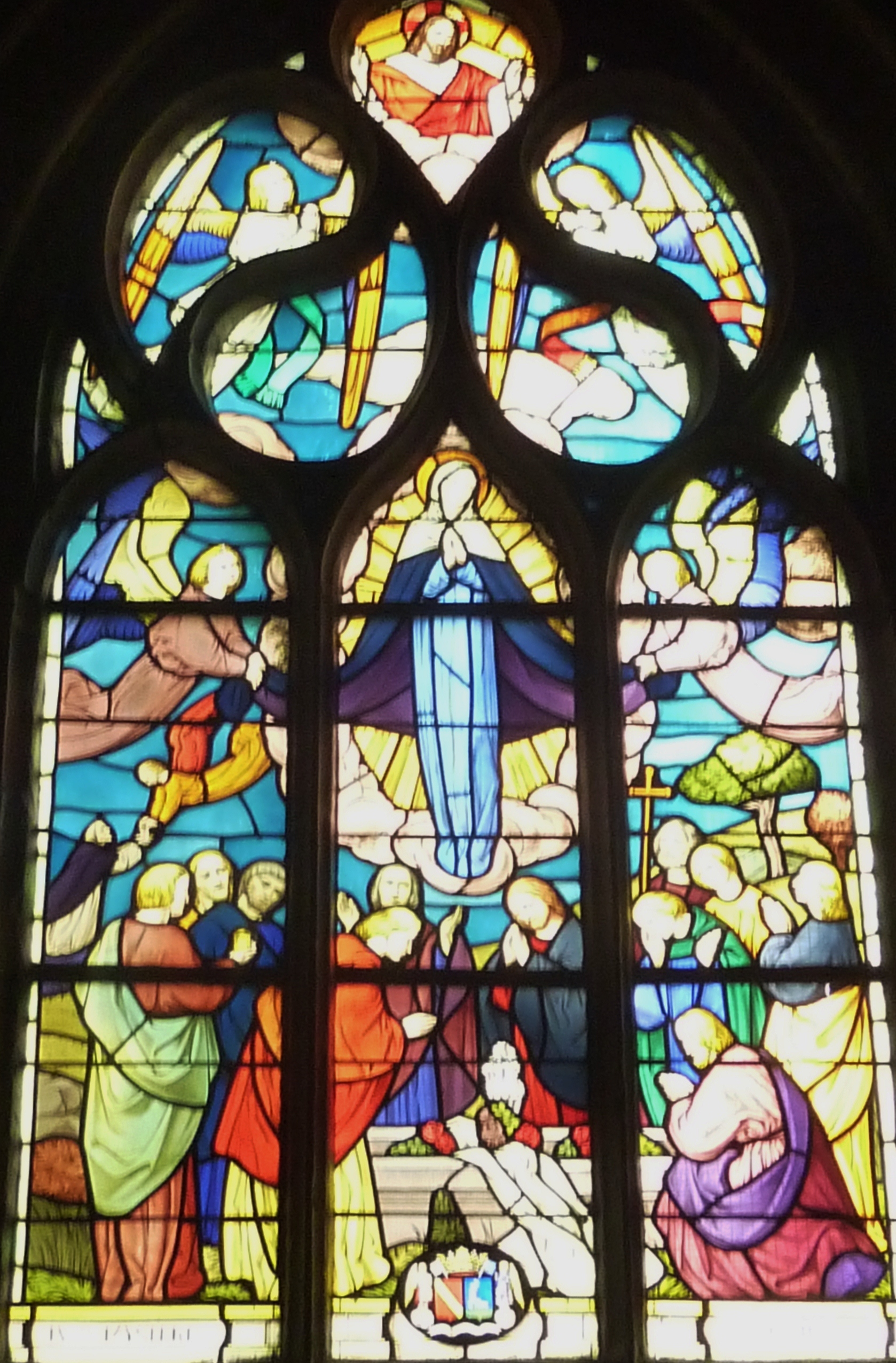
Chapelle Notre-Dame de Lambader : vitrail, les mystères du Rosaire, mystères glorieux, le 4e mystère glorieux (l'Assomption).
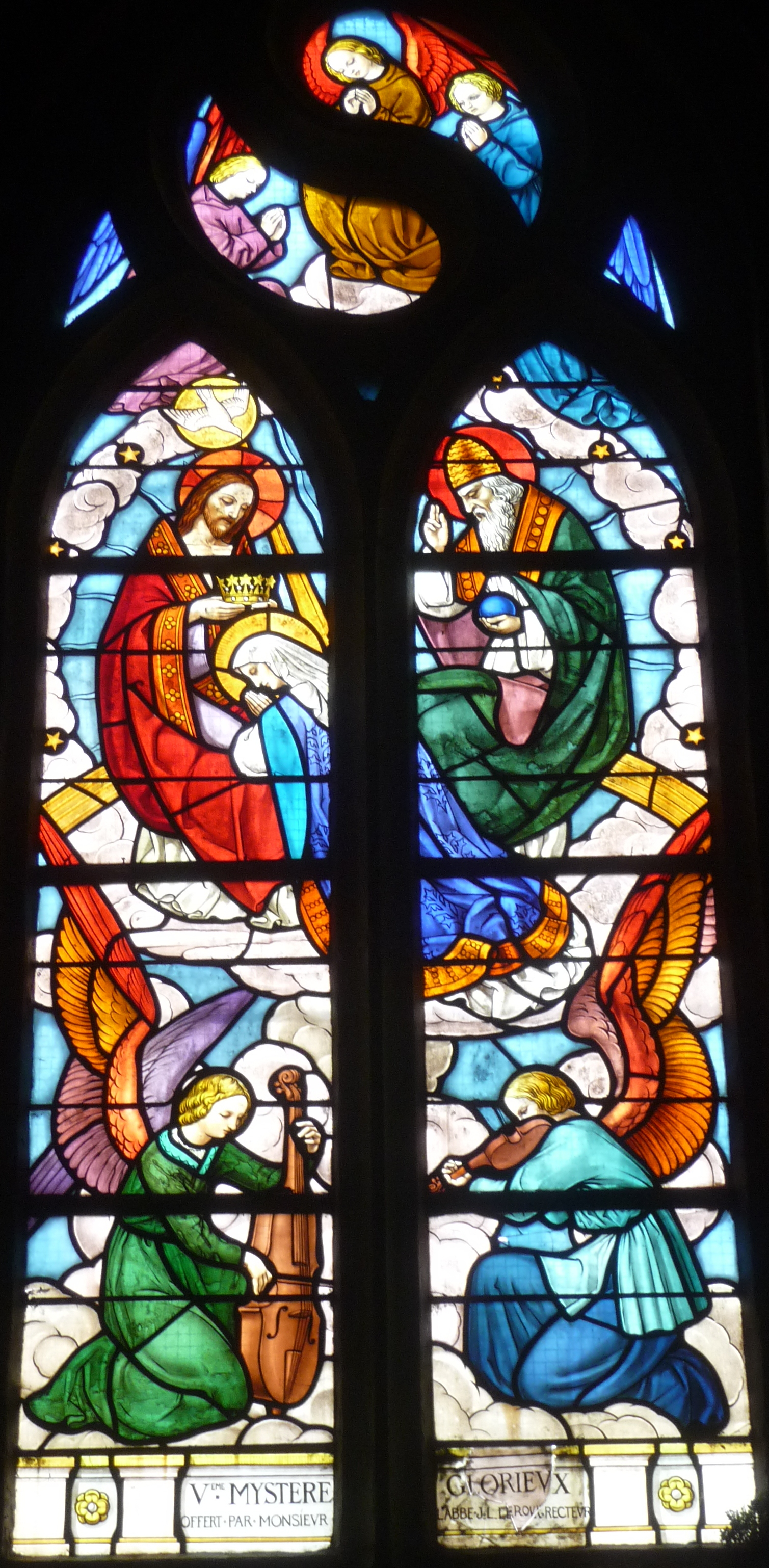
Chapelle Notre-Dame de Lambader : vitrail, les mystères du Rosaire, le 5e mystère glorieux (le Couronnement de la Vierge).